# Fantastische kunst

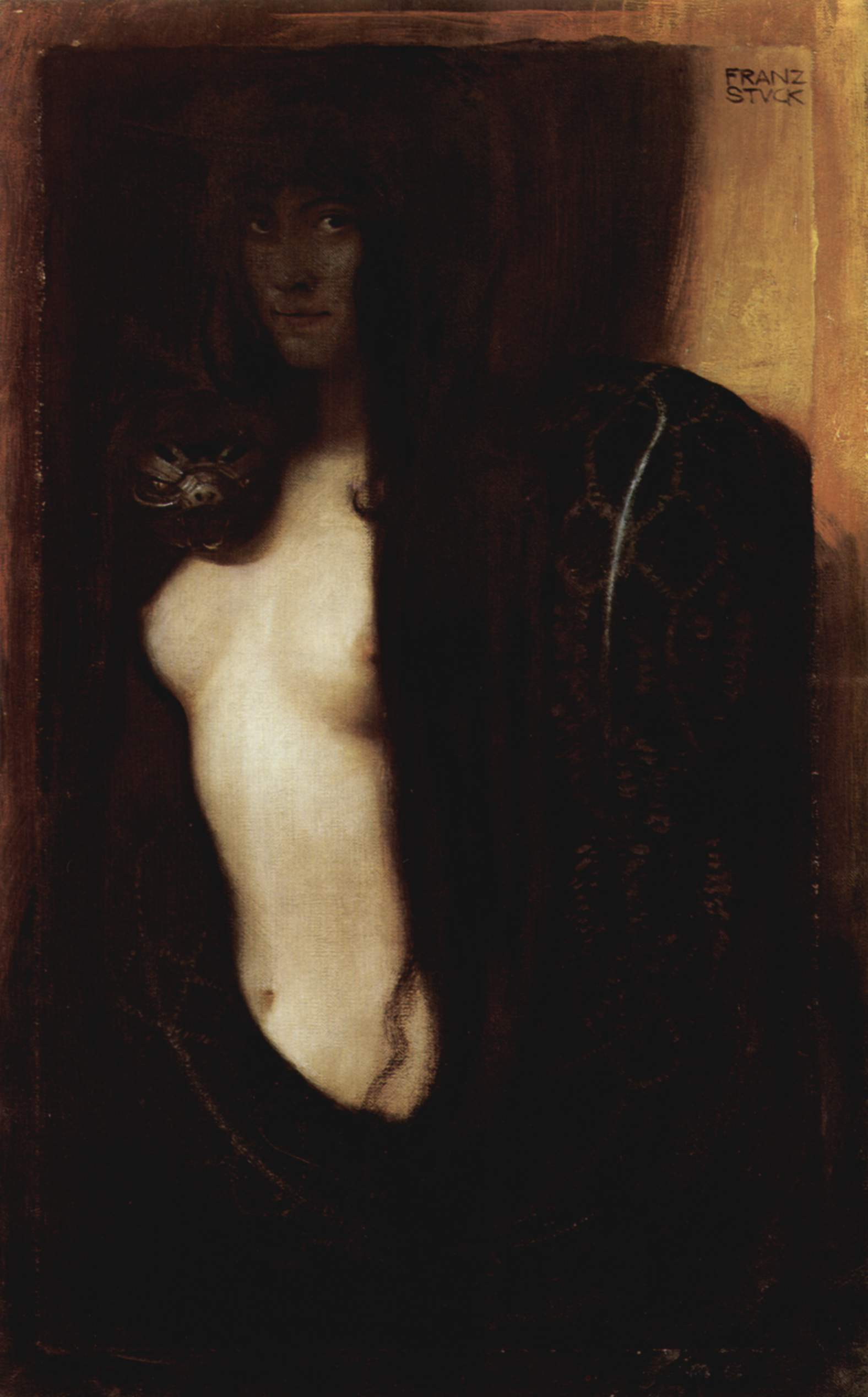
De zonde, 1893, Franz von Stuck

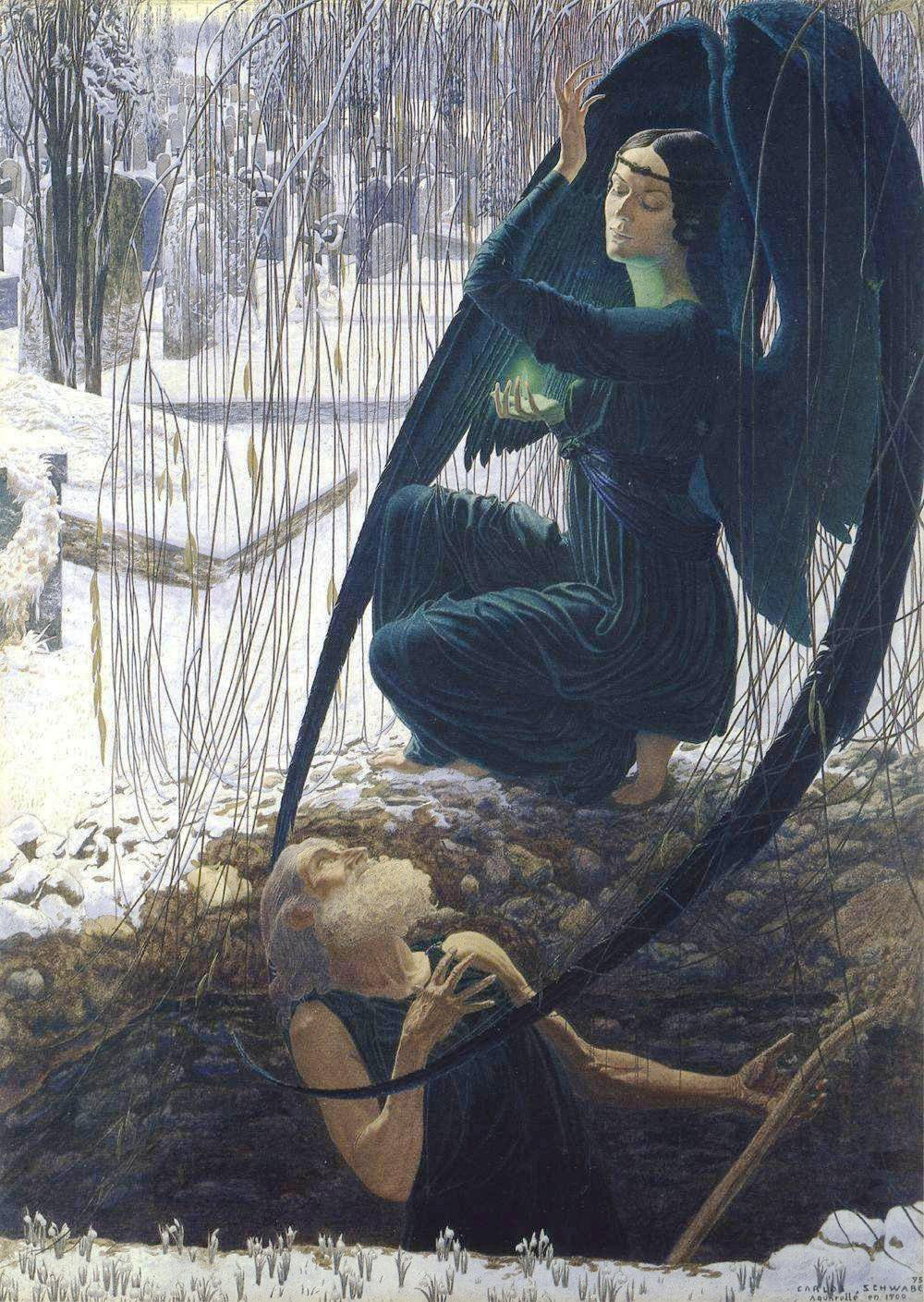
La mort du fossoyeur, Carlos Schwabe

Fantastische kunst is geen kunststroming, maar een benaming die men geeft aan fantasievolle kunstwerken. Men kan daarom beter spreken van het fantastische in de kunst. 
Er zijn zowel kunststromingen als kunstobjecten (dit laatste apart gezien van de kunststromingen waar zij tot behoren) die refereren aan de Fantastische kunst. De kunststromingen die het meest overeenkomen met de eigenschappen van de Fantastische kunst zijn het maniërisme, het symbolisme, het surrealisme en het dadaïsme. Fantastische kunst heeft altijd bestaan.

## Kenmerken
Kenmerken van fantastische kunst zijn fantasievol, symbolen, psychologische thema's en invloeden, Bijbelse thema's en invloeden, occultisme, figuren met extravagante proporties (niet plastisch) en niet bestaande gebeurtenissen.

## Geschiedenis van het fantastische in de kunst

### Voor de middeleeuwen
Vaak werden er in deze tijden betekenissen en achterliggende gedachten verwerkt in voorwerpen en kunstobjecten. Soms kwam het voorwerp totaal niet overeen met de achterliggende gedachte van het voorwerp.
Op rotstekeningen in grotten van primitieve mensen zijn niet plastische figuren terug te vinden. De Venus van Willendorf (24.000 v.Chr. - 22.000 v.Chr.) is ook een goed voorbeeld van fantastische kunst voor de middeleeuwen.

### De middeleeuwen
Jheronimus Bosch (ca. 1450 - augustus 1516) was de eerste schilder die fantasie verwerkte in schilderijen. In zijn schilderijen zijn zowel Bijbelse thema's als fantasievolle elementen terug te vinden.

## Fantastische kunstenaars
Fantastische kunst is geen kunststroming. Toch zijn er kunstenaars die kunstwerken vervaardigen waarbij de kunstwerken overeenkomsten hebben met de eigenschappen van fantastische kunst. Hier volgen een paar kunstenaars (met één bijbehorende fantastische kunstwerk als voorbeeld), die tot de fantastische kunst mogen worden gerekend.
- Jheronimus Bosch, Tuin der Lusten
- Joachim Patinir, de oversteek naar de onderwereld
- Parmigianino, zelportret in een bolle spiegel
- Johann Heinrich Füssli, de nachtmerrie
- Francisco de Goya, de slaap van het verstand baart monsters
- William Blake
- Eric Liberge, De heer Vastenavond van As